# 그래프 라플라스 연산자
그래프 이론에서 그래프 라플라스 연산자(graph Laplace演算子, 영어: graph Laplacian operator)는 그래프의 꼭짓점들로 생성되는 힐베르트 공간 위에 정의되는 유계 작용소이다.:279–306, Chapter 13

## 정의
다음이 주어졌다고 하자.
- 그래프 {\displaystyle \Gamma }. 또한, {\displaystyle \Gamma }의 모든 꼭짓점의 차수가 유한한 상한을 갖는다고 하자 ({\displaystyle \textstyle \sup _{v\in \operatorname {V} (\Gamma )}\deg v<\aleph _{0}}).
- 체 {\displaystyle \mathbb {K} \in \{\mathbb {R} ,\mathbb {C} \}}

그렇다면, {\displaystyle \operatorname {V} (\Gamma )}로 생성되는 {\displaystyle \mathbb {K} }-힐베르트 공간
{\displaystyle V=\operatorname {L} ^{2}(\operatorname {V} (\Gamma );\mathbb {K} )}
를 생각하자.
그래프 라플라스 연산자
{\displaystyle \Delta _{\Gamma }\colon V\to V}
는 유계 작용소이며, 다음과 같이 두 가지로 정의될 수 있으나, 이 두 정의는 서로 동치이다.
만약 {\displaystyle \Gamma }가 유한 그래프라면, {\displaystyle \operatorname {V} (\Gamma )} 위에 임의의 전순서를 부여하면 그래프 라플라스 연산자는 {\displaystyle |\operatorname {V} (\Gamma )|\times |\operatorname {V} (\Gamma )|} 정수 성분 대칭 행렬로 표현된다. 이를 {\displaystyle \Gamma }의 라플라스 행렬이라고 한다.

### 직접적 정의
편의상, {\displaystyle V}의 원소는 함수
{\displaystyle f\colon \operatorname {V} (\Gamma )\to \mathbb {K} }
{\displaystyle \sum _{v\in \operatorname {V} (\Gamma )}|f(v)|^{2}<\infty }
로 여겨질 수 있다.
이제, 다음과 같은 {\displaystyle \mathbb {K} }-선형 변환
{\displaystyle \Delta _{\Gamma }\colon V\to V}
을 정의할 수 있다.
{\displaystyle \Delta _{\Gamma }f\colon v\mapsto \sum _{uv\in \operatorname {E} (\Gamma )}\left(f(v)-f(u)\right)}
즉, 임의의 두 꼭짓점 {\displaystyle u,v\in \operatorname {V} (\Gamma )}에 대하여 다음과 같다.
{\displaystyle \langle u|\Delta _{\Gamma }|v\rangle ={\begin{cases}-1&uv\in \operatorname {E} (\Gamma )\\\deg v&u=v\\0&u\neq v,\;uv\not \in \operatorname {E} (\Gamma )\end{cases}}}

### 인접 연산자를 통한 정의
그래프 {\displaystyle \Gamma }의 (방향이 없는) 변들로 생성되는 {\displaystyle \mathbb {K} }-힐베르트 공간을 정의하자.
{\displaystyle W=\operatorname {L} ^{2}(\operatorname {E} (\Gamma );\mathbb {K} )}
또한, {\displaystyle \Gamma } 위에 임의의 유향 그래프 구조를 주고, 그 유향 변들의 집합을
{\displaystyle \operatorname {E_{or}} (\Gamma )\subseteq \operatorname {V} (\Gamma )^{2}}
라고 하자. 그렇다면, 다음과 같은 연산자를 정의할 수 있다.
{\displaystyle E\colon W\to V}
{\displaystyle E|u,v\rangle =|u\rangle -|v\rangle \qquad \left((u,v)\in \operatorname {E_{or}} (\Gamma )\right)}
이는 자명하게 유계 작용소를 정의한다. 따라서, 그 에르미트 수반
{\displaystyle E^{\dagger }\colon V\to W}
를 정의할 수 있으며, 이들을 합성하여 유계 작용소
{\displaystyle \Delta _{\Gamma }=EE^{\dagger }}
{\displaystyle \Delta _{\Gamma }\colon V\to V}
를 정의할 수 있다. 또한, 이것이 {\displaystyle \Gamma }의 유향 그래프 구조에 의존하지 않음을 보일 수 있다. (반면, {\displaystyle E^{\dagger }E\colon W\to W}는 일반적으로 유향 그래프 구조에 의존한다.)

## 성질
그래프 라플라스 연산자는 유계 작용소이자 자기 수반 작용소이며, 그 성분들은 꼭짓점에 대한 표준 정규 직교 기저에서 모두 정수이다. 즉, 모든 꼭짓점의 차수가 유한한 임의의 그래프 {\displaystyle \Gamma } 및 {\displaystyle u,v\in \operatorname {V} (\Gamma )}에 대하여
{\displaystyle \langle u|\Delta _{\Gamma }|v\rangle =\langle v|\Delta _{\Gamma }|u\rangle \in \mathbb {Z} }
이다. 또한, 그 고윳값들은 모두 음이 아닌 실수이다.:142, §2, Lemma 1 즉, 그래프 라플라스 연산자의 고윳값들을 (중복수를 고려하여)
{\displaystyle \lambda _{0}(\Delta _{\Gamma })\leq \lambda _{1}(\Delta _{\Gamma })\leq \lambda _{2}(\Delta _{\Gamma })\leq \dotsb }
로 표기하면,
{\displaystyle 0\leq \lambda _{0}(\Delta _{\Gamma })}
이다.
그래프 라플라스 연산자의 작용소 노름은 다음과 같은 상계를 갖는다.:144, Corollary
{\displaystyle \|\Delta _{\Gamma }\|\leq 2\max _{v\in \operatorname {V} (\Gamma )}\deg v}

### 생성나무
다음이 주어졌다고 하자.
- 유한 그래프 {\displaystyle \Gamma }
- 임의의 꼭짓점 {\displaystyle v\in \operatorname {V} (\Gamma )}

그렇다면, {\displaystyle \Delta _{\Gamma }}에서 {\displaystyle v}에 대응하는 행과 열을 생략한 {\displaystyle (|\operatorname {V} (\Gamma )|-1)\times (|\operatorname {V} (\Gamma )|-1)} 행렬을 {\displaystyle \Delta _{\Gamma }[v]}로 표기하자. 그렇다면, 다음이 성립한다.
- 정수 {\displaystyle \det \Delta _{\Gamma }[v]\in \mathbb {Z} }는 항상 자연수이다.
- {\displaystyle \det \Delta _{\Gamma }[v]}는 {\displaystyle v\in \operatorname {V} (\Gamma )}의 선택에 의존하지 않는다.
- {\displaystyle \det \Delta _{\Gamma }[v]}는 {\displaystyle \Gamma }의 생성나무의 수와 같다.[1]:282, Theorem 13.2.1
- {\displaystyle \textstyle \det \Delta _{\Gamma }[v]=|\operatorname {V} (\Gamma )|^{-1}\sum _{i=1}^{|\operatorname {V} (\Gamma )|}\lambda _{i}(\Delta _{\Gamma })}이다.[1]:284, Lemma 13.2.4

### 부분 그래프
다음이 주어졌다고 하자.
- 유한 그래프 {\displaystyle \Gamma }
- 꼭짓점 집합 {\displaystyle S\subseteq \operatorname {V} (\Gamma )}

그렇다면, 다음이 성립한다.:288, Theorem 13.5.1
{\displaystyle \lambda _{1}(\Gamma )\leq \lambda _{1}(\Gamma \setminus S)+|S|}

### 표현
유클리드 공간 {\displaystyle \mathbb {R} ^{n}}이 주어졌다고 하자. 유한 그래프 {\displaystyle \Gamma }의 균형 직교 표현(영어: balanced orthogonal representation)은 다음 조건을 만족시키는 함수
{\displaystyle \rho \colon \operatorname {V} (\Gamma )\to \mathbb {R} ^{n}}
이다.
- (균형성) {\displaystyle \textstyle \sum _{v\in \operatorname {V} (\Gamma )}\rho (v)=0}
- (직교성) {\displaystyle \textstyle \sum _{v\in \operatorname {V} (\Gamma )}\rho _{i}(v)\rho _{j}(v)=\delta _{ij}\qquad \forall i,j\in \{1,\dotsc ,n\}}

이 두 조건에 의하여, 균형 직교 표현이 존재하려면 {\displaystyle n\geq 1+\operatorname {V} (\Gamma )}이어야 한다.
유한 그래프 {\displaystyle \Gamma }의 {\displaystyle \mathbb {R} ^{n}} 속의 균형 직교 표현 {\displaystyle \rho }가 주어졌으며, 또한
{\displaystyle \lambda _{1}(\Delta _{\Gamma })>0}
라고 하자. 그렇다면, 다음이 성립한다.:287, Theorem 13.4.1
{\displaystyle \sum _{uv\in \operatorname {E} (\Gamma )}\|\rho (u)-\rho (v)\|\geq \lambda _{1}(\Delta _{\Gamma })+\lambda _{2}(\Delta _{\Gamma })+\dotsb +\lambda _{n}(\Delta _{\Gamma })}

## 예

### 완전 그래프
유한 완전 그래프 {\displaystyle K_{n}}의 라플라스 행렬은 다음과 같다.
{\displaystyle \langle u|\Delta _{K_{n}}|v\rangle =n\langle u|v\rangle -1={\begin{cases}n-1&u=v\\-1&u\neq v\end{cases}}}
즉,
{\displaystyle \Delta _{K_{n}}=n-{\mathsf {J}}}
이며, 여기서 {\displaystyle {\mathsf {J}}}는 모든 성분이 1인 행렬(아다마르 곱의 항등원)이다. 이에 따라, {\displaystyle K_{n}} 속의 생성 나무의 수는
{\displaystyle \det \Delta _{K_{n}}[u]=\det(n-{\mathsf {J}}_{(n-1)\times (n-1)})=n^{n-2}}
이다.
특히, {\displaystyle K_{2}}의 라플라스 행렬은 다음과 같다.
{\displaystyle \Delta _{K_{2}}={\begin{pmatrix}1&-1\\-1&1\end{pmatrix}}}
즉, 그 고윳값은
{\displaystyle \lambda _{0}(\Delta _{K_{2}})=0}
{\displaystyle \lambda _{1}(\Delta _{K_{2}})=2}
이다.

### 무변 그래프
꼭짓점 차수가 상한을 갖는 (유한 또는 무한) 그래프에 대하여, 다음 두 조건이 서로 동치이다.
- 무변 그래프이다.
- 그래프 라플라스 연산자가 0이다.